# 洙湖镇
洙湖镇，是中华人民共和国河南省驻马店市上蔡县下辖的一个乡镇级行政单位。

## 行政区划
洙湖镇下辖以下地区：
洙湖村、前三里村、苏庄村、袁庄村、贺店村、大刘寨村、樊庄村、孔庄寨村、大吴庄村、刘店村、桃花店村、王彭村、余庄村、均张村、岳洼村、北大吴村、小董村、前铁张村、西张寨村、一六王庄村、曹寨村、程庄村、王楼村和大田庄村。